# Villars-Fontaine
 Villars-Fontaine  es una población y comuna francesa, en la región de Borgoña, departamento de Côte-d'Or, en el distrito de Beaune y cantón de Nuits-Saint-Georges.

## Demografía
| 97 | 93 | 98 | 112 | 117 | 110 |
| Para los censos de 1962 a 1999 la población legal corresponde a la población sin duplicidades (Fuente: INSEE [Consultar]) |    |    |     |     |     |